# 187679 Folinsbee
187679 Folinsbee è un asteroide della fascia principale. Scoperto nel 2008, presenta un'orbita caratterizzata da un semiasse maggiore pari a 2,4310846 UA e da un'eccentricità di 0,2264879, inclinata di 4,51610° rispetto all'eclittica.